# تریامسینولون استامید
تریامسینولون استامید (به انگلیسی: Triamcinolone acetonide) یک ترکیب شیمیایی با شناسه پاب‌کم ۶۴۳۶ است.